# Grand Prix Hassan II 2004
Il Grand Prix Hassan II 2004  è stato un torneo di tennis giocato sulla terra rossa.
È stata la 20ª edizione del Grand Prix Hassan II,
che fa parte della categoria International Series nell'ambito dell'ATP Tour 2004.
Si è giocato al Complexe Al Amal di Casablanca in Marocco, dal 17 maggio al 24 maggio 2004.

## Campioni

### Singolare
Santiago Ventura ha battuto in finale  Dominik Hrbatý con il punteggio di 6–3, 1–6, 6–4

### Doppio
Enzo Artoni /  Fernando Vicente hanno battuto in finale  Yves Allegro /  Michael Kohlmann con il punteggio di 3–6, 6–0, 6–4